# Joel Camargo
Joel Camargo (18. september 1946 i Santos, Brasilien - 23. maj 2014) var en brasiliansk fodboldspiller (forsvarer), der med Brasiliens landshold vandt guld ved VM i 1970 i Mexico. Han var dog ikke på banen i turneringen. I alt nåede han at spille 28 landskampe.
Joel Camargo spillede på klubplan primært for Santos FC i sin fødeby. Her var han klubkammerat med superstjerner som Pelé og Pepe, og var med til at vinde tre brasilianske mesterskaber og fem São-Paulo statsmesterskaber. Han havde desuden et kortvarigt ophold i Frankrig hos Paris Saint-Germain.